# Siglo de Oro en la Real Audiencia de Quito

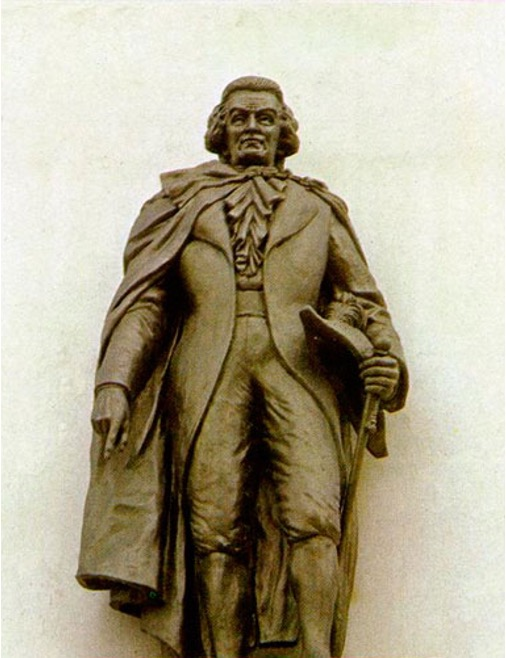
Estatua de Miguel de Ibarra quien fuera presidente de la Real Audiencia de Quito al inicio del siglo XVII. Se encuentra en el obelisco de la ciudad de Ibarra.

El Siglo de Oro, es un término que sirve para referirse a una época de importancia cultural en la monarquía española durante los siglos XVI y XVII. Tomado originalmente de la afirmación que hizo el historiador Juan de Velasco en el siglo XVIII cuando llamó a la presidencia de Miguel de Ibarra, "El siglo de oro" en la Audiencia de Quito, por los efectos positivos que se dieron durante los ocho años que mandó. La riqueza cultural y la conexión con el resto del mundo bajo el amparo del imperio español empezaron a desarrollarse a partir del siglo XVII especialmente durante la presidencia de Antonio de Morga.
Tradicionalmente este término abarca más de un siglo y no se restringe solo a la literatura. Los períodos que cubre el mismo suelen determinarse desde 1521 con la captura de Cuauhtémoc hasta 1648 que se firma la Paz de Westfalia. También se pueden definir de una manera más amplia desde 1492 con el Descubrimiento de América, el fin de la reconquista y la gramática de Nebrija, hasta 1681 cuando muere Calderón de la Barca. De una manera modesta y tardía, estas expresiones culturales que incluyen a las artes, la religión y la ciencia tuvieron sus expresiones en las Indias. Dentro del Virreinato del Perú, en la Real Audiencia de Quito, fue durante el siglo XVII que empezaron a surgir los primeros ejemplos.

## Desarrollo cultural durante elsigloXVII
Debido a que el siglo XVI fue un siglo de muchas guerras, empezando por la conquista de los Incas en el primer cuarto, seguido por la conquista de España en el segundo cuarto, y los últimos cincuenta años fue un proceso lento de fundación de las ciudades, instituciones y evangelización, las primeras expresiones culturales empiezan a materializarse en el siglo XVII.

### Primeras expresiones literarias

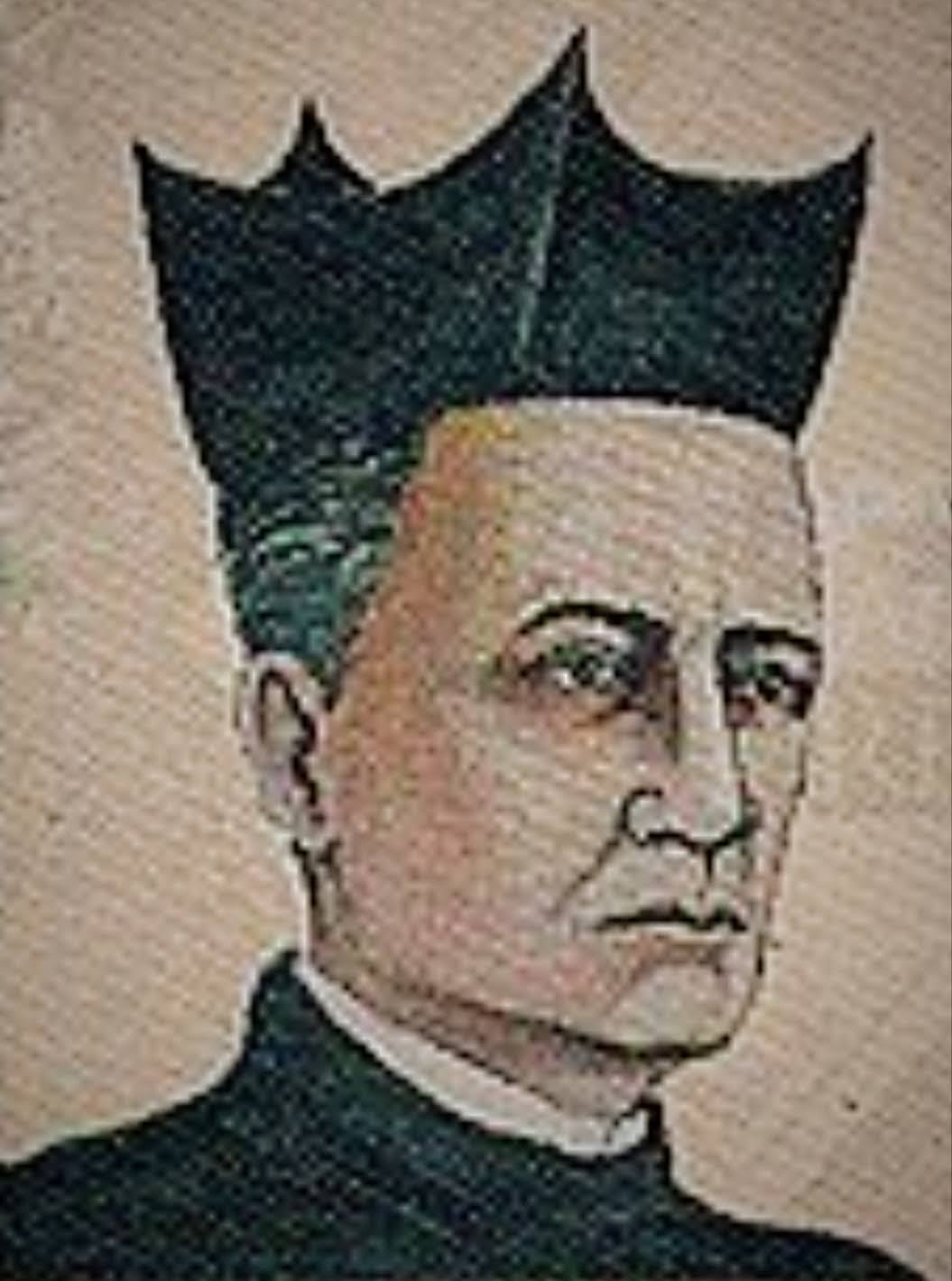
Antonio de Bastidas

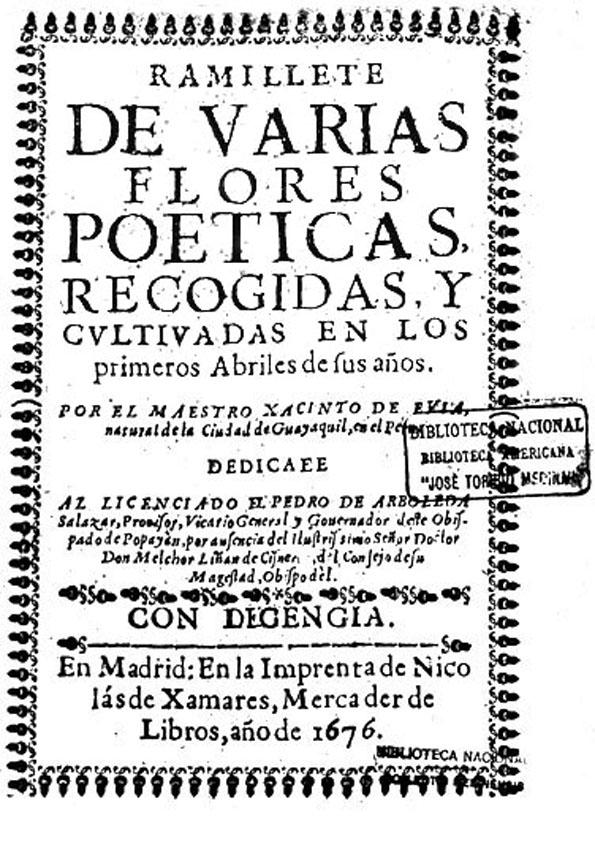
Ramillete por Antonio de Bastidas y Jacinto de Evia

Aquí es importante destacar a los primeros poetas de la Real Audiencia de Quito, que fueron Antonio de Bastidas, Jacinto de Evia y Jacinto Collahuazo. Los primeros dos, junto con Hernando Rodríguez de Camargo publicaron una obra titulada "Ramillete de varias flores poéticas recogidas y cultivadas en los primeros abriles de sus años." Este libro es pues la primera expresión seria de poesía que se registra en este territorio. No es que antes no haya habido poemas, como los de Teresa Cepeda de Fuentes o también las de Mariana de Jesús Paredes, sin embargo es el Ramillete la primera obra que se publica como tal: una antología de poemas. Los escritos fueron principalmente realizados por Bastidas, sin embargo fue Jacinto de Evia quien los recogió para su publicación. También aportó con sus propias creaciones y además añadió las de Camargo quien era un poeta muy meritorio. Por muchos años, hubo una confusión respecto a la autoría de la obra ya que se creía que fue Evia su principal autor, sin embargo, gracias al trabajo de Espinosa Pólit en el siglo XX se logró determinar a Bastidas como su principal escritor, a quien Evia se refiere muchas veces como su maestro, de quien aprendió todo. El libro tiene cuatrocientas seis páginas y de ellas, ciento setenta y tres corresponden a poemas de Bastidas. Sigue el aporte de Evia con ciento diecinueve y por último Camargo con ciento nueve. Su poesía se enmarca dentro del culteranismo, corriente literaria empezada por Luis de Góngora y que contrasta por lo elaborado del lenguaje con el conceptismo de Francisco de Quevedo que se basa más en la agudeza del autor para cargar de significado a las palabras. Los poemas que más destacan son "Flores fúnebres" y también "A la flor de la temprana muerte del Príncipe don Baltasar Carlos". Este último poema fue dedicado al heredero del trono de la Monarquía que moriría a causa de la viruela cuando aún era muy joven. También se debe destacar el Poema heroico para San Ignacio de Loyola de Camargo que es una de las composiciones más destacadas de la segunda mitad del siglo XVII, que por razones geográficas (nació en Bogotá) no se lo suele tomar en cuenta a pesar de que se encuentra en el Ramillete.
Por otro lado, Jacinto Collahuazo destacó además por haber escrito un libro en quichua que tenía como temática la guerra entre Atahualpa y Huáscar. Sin embargo, el fue aprisionado y su obra quemada. El escritor no podría salir de la cárcel y terminaría sus días ahí. De esta época, además, existe un poema titulado "Elegía a la muerte de Atahualpa" que fue escrita originalmente en quichua y corresponde al ejemplo más antiguo de expresión poética en ese idioma. fue traducido en el siglo XIX por Luis Cordero Crespo y además incluida dentro de una de las obras de crítica literaria más importantes de Ecuador titulada "Ojeada histórico crítica" por Juan León Mera.
No se debe tampoco dejar de lado a una de las obras en prosa más importantes de esta época titulada "El Gobierno Eclesiástico Pacífico" por Fray Gaspar de Villarroel. Ahí, escrito a manera de ensayo, Villarroel busca compartir su experiencia en el arzobispado para poder, en sus palabras, unir el cuchillo pontificio y regio. Es decir cómo poder convivir dentro de la misma sociedad tanto la iglesia como la corona. Es uno de los ejemplos más importantes de ensayos y también refleja mucho del conocimiento de un autor que tuvo el impulso por la escritura desde muy niño y disfrutraba además de la literatura y el teatro de Lope de Vega. De Villarroel fue conocida una anécdota en las que se escapó con compañeros de su orden religiosa para ir a funciones teatrales, pero fue atrapado en el acto pasando una situación vergonzosa.

### Literatura ascética

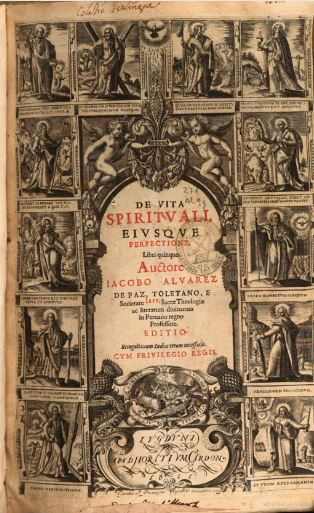
De la vida espiritual y su perfección por Diego Álvarez de Paz

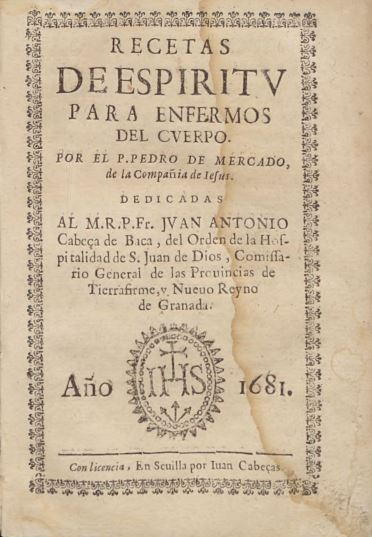
Recetas de espíritu para enfermos del cuerpo por Pedro de Mercado

Los libros espirituales también encontraron expresiones importantes dentro de la Real Audiencia de Quito, siendo los principales autores destacados Diego Álvarez de Paz y Pedro de Mercado, ambos jesuitas. Del primero se conocen muchas obras, pero existen tres que fueron claves dentro de la vida espiritual de la Real Audiencia. De vita spirituali eiusque perfectione publicada en 1608; De exterminatione mali et promotione boni, en 1613 y De inquisitione pacis sive Studio orationis, en 1617. todos fueron publicados en Lyon. El objetivo principal de Álvarez de Paz fue sintetizar la doctrina ascética y mística de la Antigüedad como del Medioevo. El primer libro, tal vez el más conocido, trata sobre la perfección de la vida espiritual, el segundo en cambio desarrolla ejemplos prácticos de mortificaciones que forman parte de la vida ascética de un cristiano fiel. Su último libro es un tratado sobre la oración. Existe en su obra una influencia del autor Antonio de Cordeses, lo que implica que su tercer libro es uno de los primeros tratados teóricos de oración afectiva. Siguió escribiendo el resto de su vida y sus libros fueron reeditados varias veces, en París en XIX y en Madrid en el siglo XX.
Si Álvarez de Paz fue el autor importante de la primera mitad del siglo XVII, fue en cambio Pedro de Mercado quien ganó popularidad durante el segundo. Fue, tal vez uno de los escritores más prolíficos de ese siglo, su obra incluye además de la literatura ascética también la historia y el naturalismo. Sin embargo, fue en este género donde el mayor volumen de publicaciones se concentró. Nació en Riobamba y se ordenó sacerdote en la Compañía de Jesús. Por su santidad y también su erudición alcanzó reconocimiento en Europa y sus libros fueron publicados en Sevilla, Valencia, Cádiz y Ámsterdam. Entre 1676 y 1699 publicó 19 libros. De ellos los que más destacaron son "El cristiano virtuoso", "Recetas de espíritu para enfermos del cuerpo" y "Destrucción del ídolo ¿Qué dirán?". Fue este último que quedó a la historia y sería reeditada en el 2004 en México con un prólogo por el filósofo Bolívar Echeverría que pone en contexto a la obra como una de las tantas que se publicaron durante la contrarreforma y buscaba a través del desarrollo de la vida interior de los fieles al catolicismo hacer frente al protestantismo que cobraba protagonismo en el norte de Europa, con la guerra de los Treinta Años que se libró durante el siglo XVII por ejemplo.
Ambos autores tendrían una influencia decisiva en la historia de Ecuador puesto que, por un lado, Pedro de Mercado fue su primer historiador, y probablemente su primer naturalista; por otro lado la devoción que causó la publicación del libro De vita spirituali eiusque perfectione de Álvarez de Paz fue el inicio del culto al Sagrado Corazón de Jesús, según el criterio de José Félix Heredia. Sería por esto que en el siglo XIX se terminaría consagrando ese país al Sagrado Corazón de Jesús y al Inmaculado Corazón de María, para lo cual se construirían dos de los grandes monumentos que se encuentran en la ciudad de Quito: la Basílica del Voto Nacional y la Virgen del Panecillo.

### El desarrollo de la escolástica

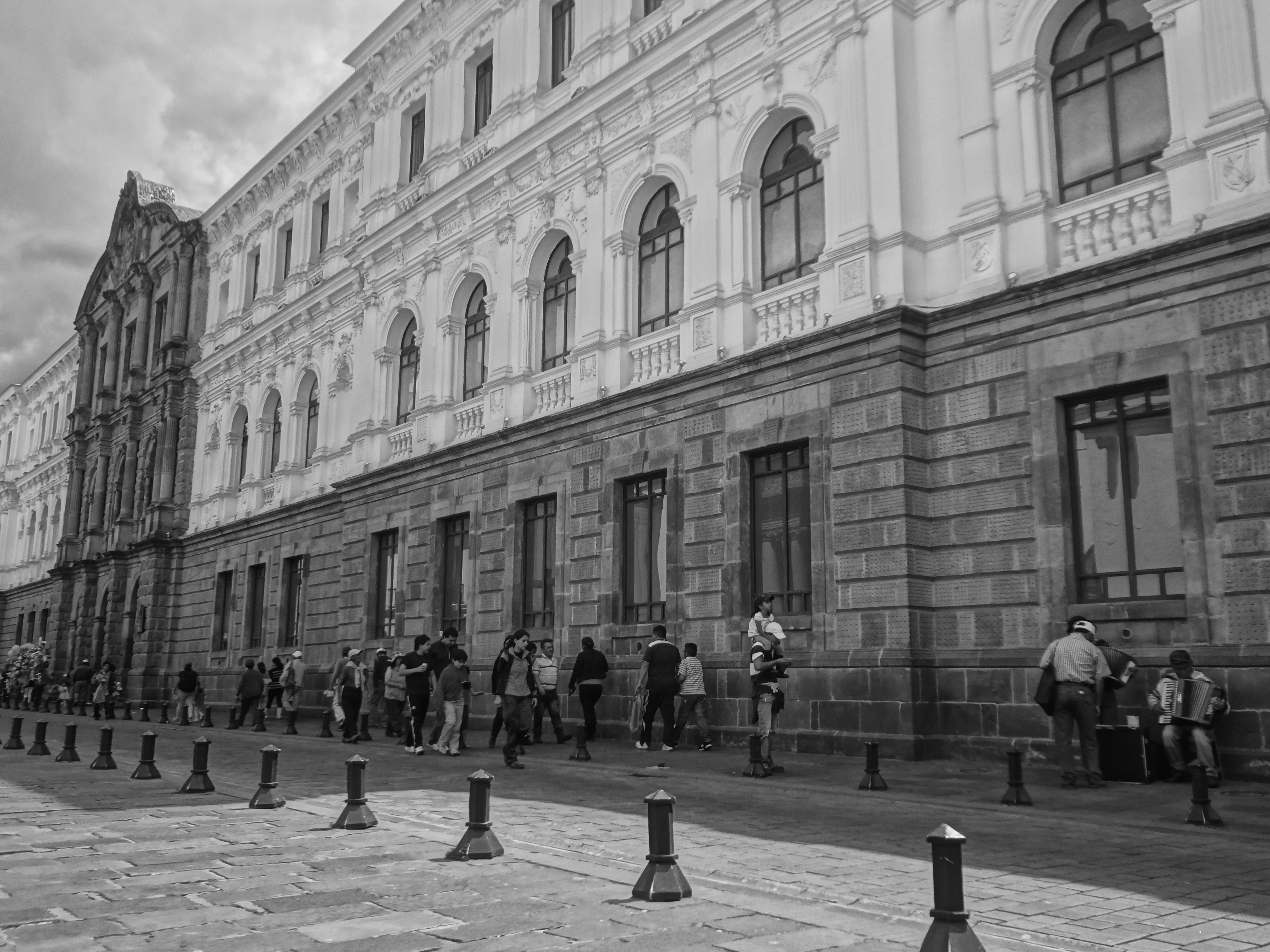
Universidad San Gregorio Magno, donde los escolásticos desarrollaron la teología suarista durante la Real Audiencia de Quito.

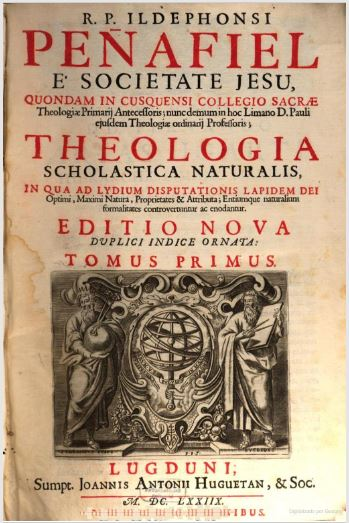
Tratado de teología de Alonso de Peñafiel

Dentro del Siglo de Oro en España también se desarrolló la escolástica tardía en la Universidad de Salamanca. Dentro de la Real Audiencia de Quito se fundaron tres universidades a cargo de distintas órdenes religiosas que se habían asentado en ese territorio posterior a la conquista para empezar con el trabajo evangelizador. Las universidades, no eran las fundadas por el Rey, como la San Marcos de Lima sino fueron instituciones de una jerarquía menor, administradas por la iglesia, pero con la posibilidad de abrir más de una. Las que universidades fueron San Gregorio Magno de los jesuitas, Santo Tomás de los dominicos y la San Fulgencio de los franciscanos. Las dos primeras tuvieron un mayor desarrollo y hubo cierta competencia entre las distintas órdenes religiosas por las cátedras y cursos. Al ser administradas de esta manera, tomaron como modelo a la Universidad de Salamanca para empezar a enseñar los mismos cursos. Uno de los filósofos más importantes del Siglo de Oro fue Francisco Suárez y, gracias al trabajo del jesuita Juan de Atiencia se empezó a difundir su obra en América. Asimismo, a inicios del siglo XVII empezó a difundirse la obra suareciana con el trabajo de Ignacio de Arbieto y Juan Perlin. Durante la primera mitad de ese siglo la enseñanza se dedicó a la réplica de los principales cursos que había en la península. Sin embargo, a partir del ingreso de la Compañía de Jesús en 1622, empieza a tomar fuerza el curso dictado por Antonio Rubio. Tan era la fidelidad que se tenía a su obra que se lo seguía de manera física evitando que los profesores tengan que escribir. Por esta razón, durante la primera mitad de este siglo existe cierta escasez de libros teológicos y filosóficos publicados en la Real Audiencia. Además de Rubio y Suárez también se estudiaba a Santo Tomás, Duns Scoto, Luis de Molina, Rodrigo de Arriaga y Juan de Santo Tomás.
Fue durante la segunda mitad de este siglo que empiezan a nacer las expresiones propias en la Real Audiencia. Hubo teólogos destacados como Diego de Ureña, Sebastián Luis Abad, Baltasar Ignacio de Pinto y Florencio Santos. Sin embargo fueron los hermanos Alonso y Leonardo de Peñafiel quienes sobresalieron por sobre el resto. Ambos destacarían por escribir sus propios cursos y sus cátedras ganaron fama llegando a ser estudiadas en el Colegio Máximo de San Pablo de Lima y posteriormente en España. Alonso publicó en León su Tratado de Teología, y un Curso de Artes que se dividía en tres tomos y fue publicado entre 1653 y 1655. Por otro lado Leonardo escribió sus  Disputaciones Teológicas, las Disputaciones escolásticas y morales, y un Tratado sobre la Encarnación.

### Escuela Quiteña

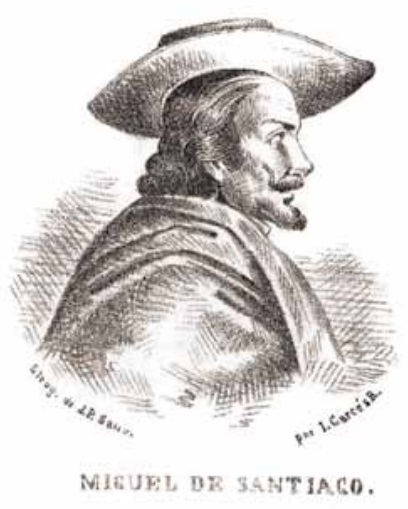
Miguel de Santiago

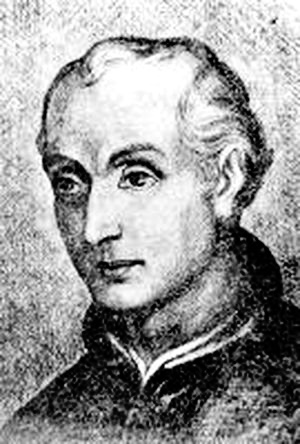
Hernando de la Cruz

Durante este periodo también se desarrollaría la Escuela Quiteña, que había empezado un siglo antes y se extendría hasta el XVIII. Aquí se puede ver más fehacientemente el esplendor cultural de esta época que se encarna en obras barrocas tanto en la pintura, como la escultura y arquitectura. Dentro de este siglo, destacaron pintores como Miguel de Santiago, Hernando de la Cruz, Javier de Goribar o Isabel de Santiago. En la escultura en cambio fue importante Bernardo de Legarda, Caspicara y Pampite. Si hay algo que caracteriza al arte de esta Escuela durante este siglo es su apego al barroco, puesto que un siglo antes existen estilos más bien manieristas en la obra de Andrés Sánchez Gallque, por ejemplo. En el siguiente siglo, en cambio, manteniendo la temática religiosa, el estilo empezó a evolucionar hacia el rococó, cambiando la paleta de colores que se utilizaba, muchas veces para hacer la misma representación: la trinidad, la virgen, o la encarnación. Además, dentro de este periodo fue importante el hecho de que los artistas ya empezaron a ser conocidos y dejar el anonimato, como era costumbre al inicio de la Escuela. El renombre de los artistas hizo que también sus obras fueran demandadas por otras iglesias lo que hizo que se empiece a vender a otros territorios dentro del Virreinato del Perú, y también a Nueva España, y en ocasiones a España. Esta no fue la única expresión artística dentro de esta época puesto que la Escuela Quiteña fue hermana de la Escuela Cuzqueña que se estaba desarrollando en el sur del Perú. Con este arte se adornaron las principales iglesias de la Real Audiencia como la Compañía, San Francisco, San Agustín o Santo Domingo. Su influencia fue amplia, y cubrió en el norte los territorios de Pasto y Popayan. En el sur en cambio llegó hasta Piura y Cajamarca. Dos ejemplos representativos de esta época fueron El Infierno y El Purgatorio, de Hernando de la Cruz y también Virgen alada del Apocalipsis de Miguel de Santiago.

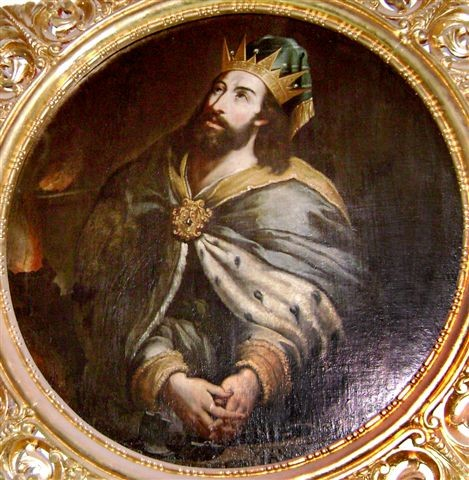
Rey Manassés por Nicolás Javier Goribar
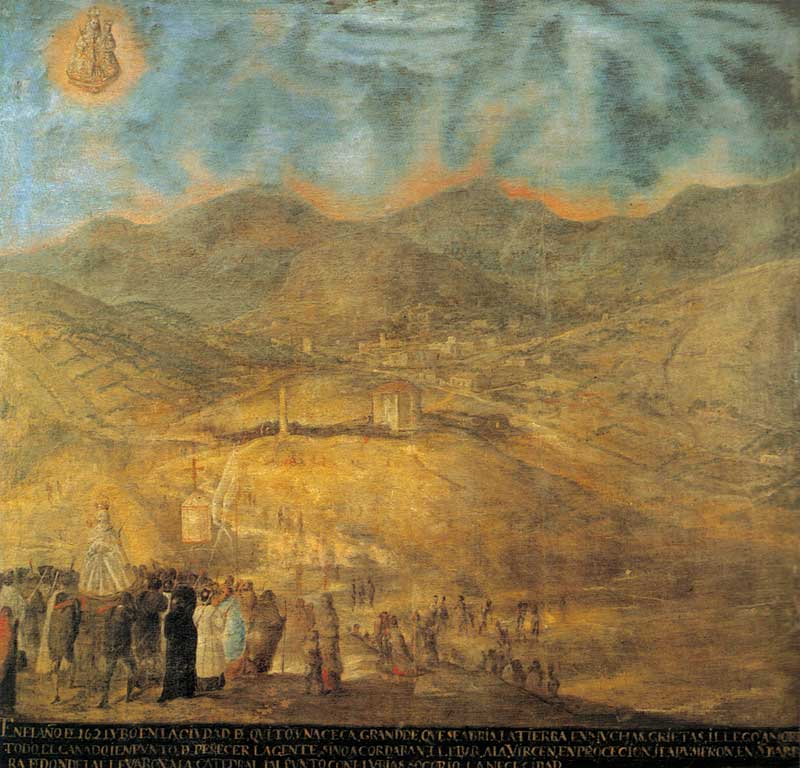
Virgen Guápulo por Miguel de Santiago
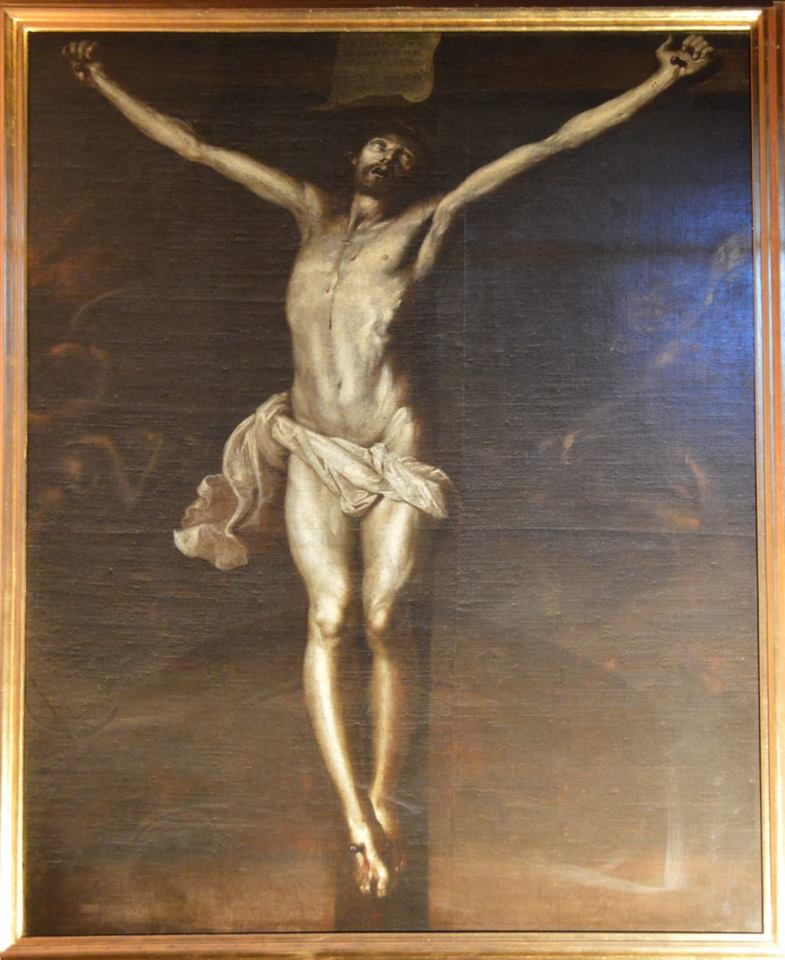
Cristo de la Agonía por Miguel de Santiago
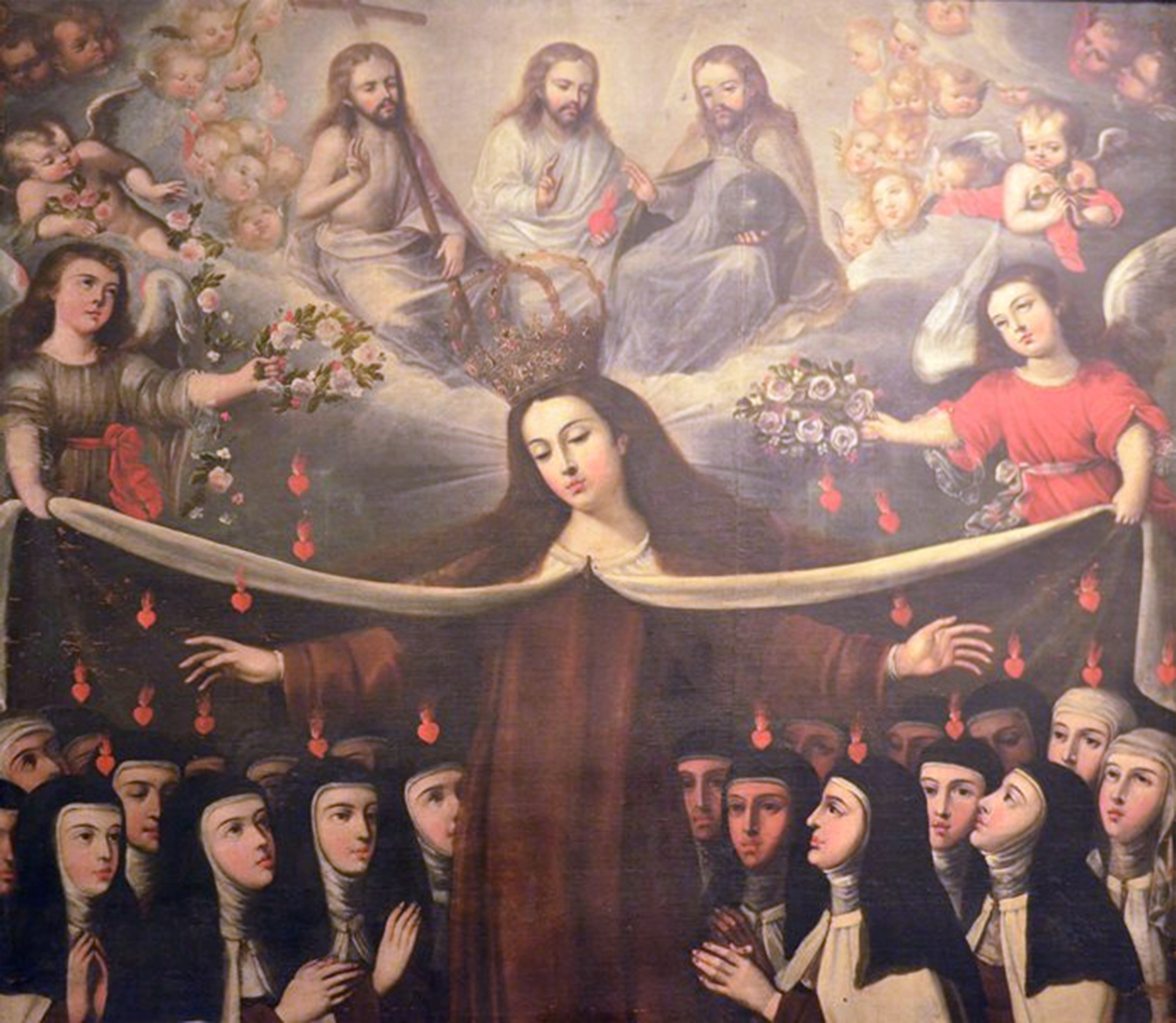
Virgen del Carmen por Isabel de Santiago
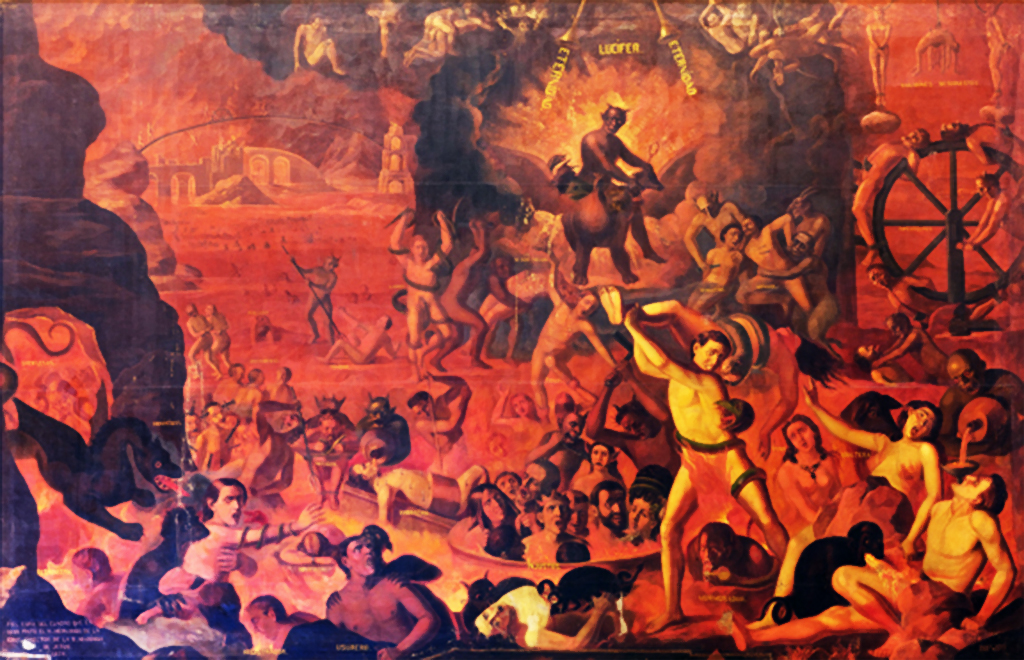
El Inferno por Hernando de la Cruz

## Organización política y religiosa

### Virreyes y Presidentes dentro de la Monarquía Española

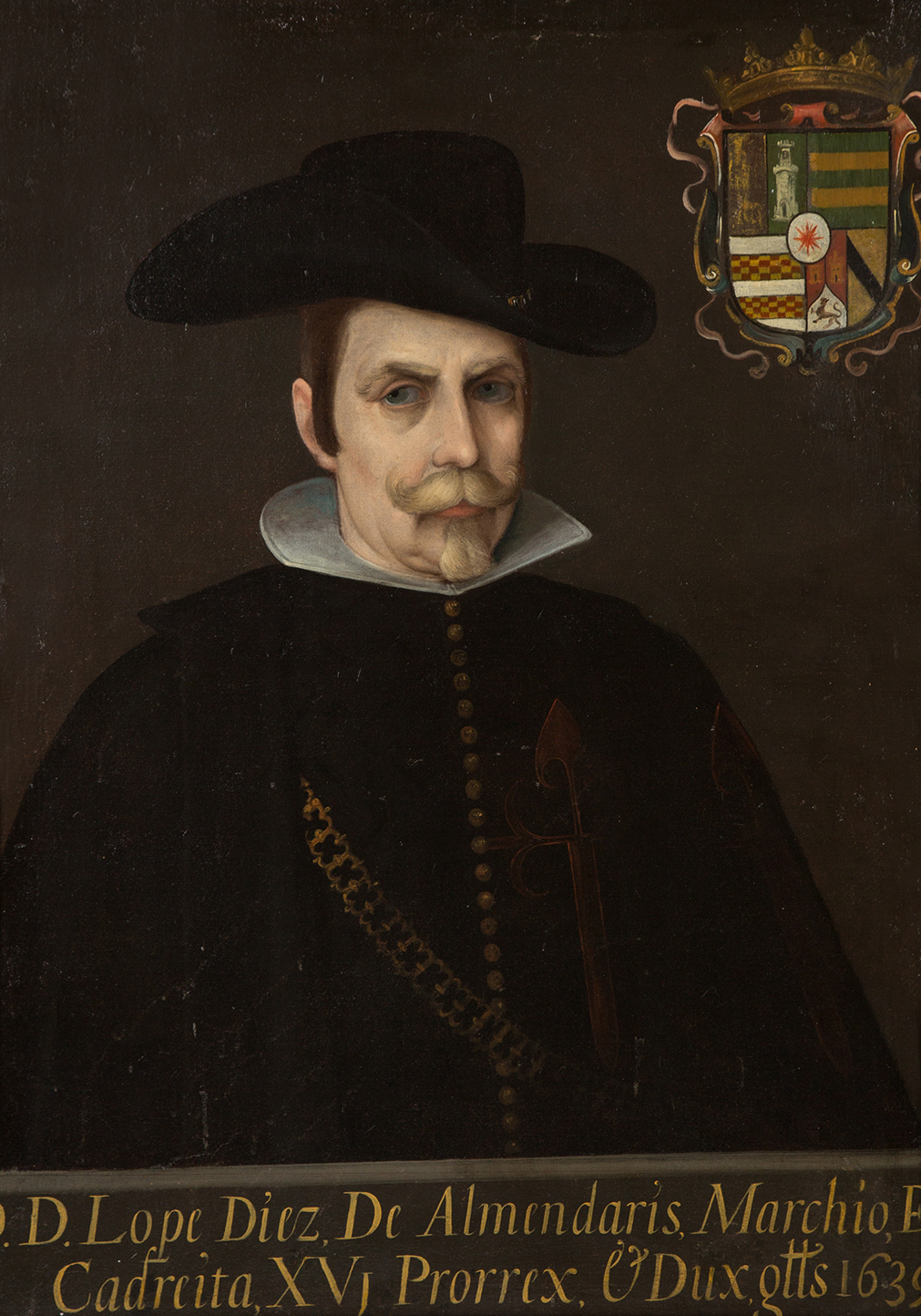
Virrey Lope Díez de Aux y Armendáriz

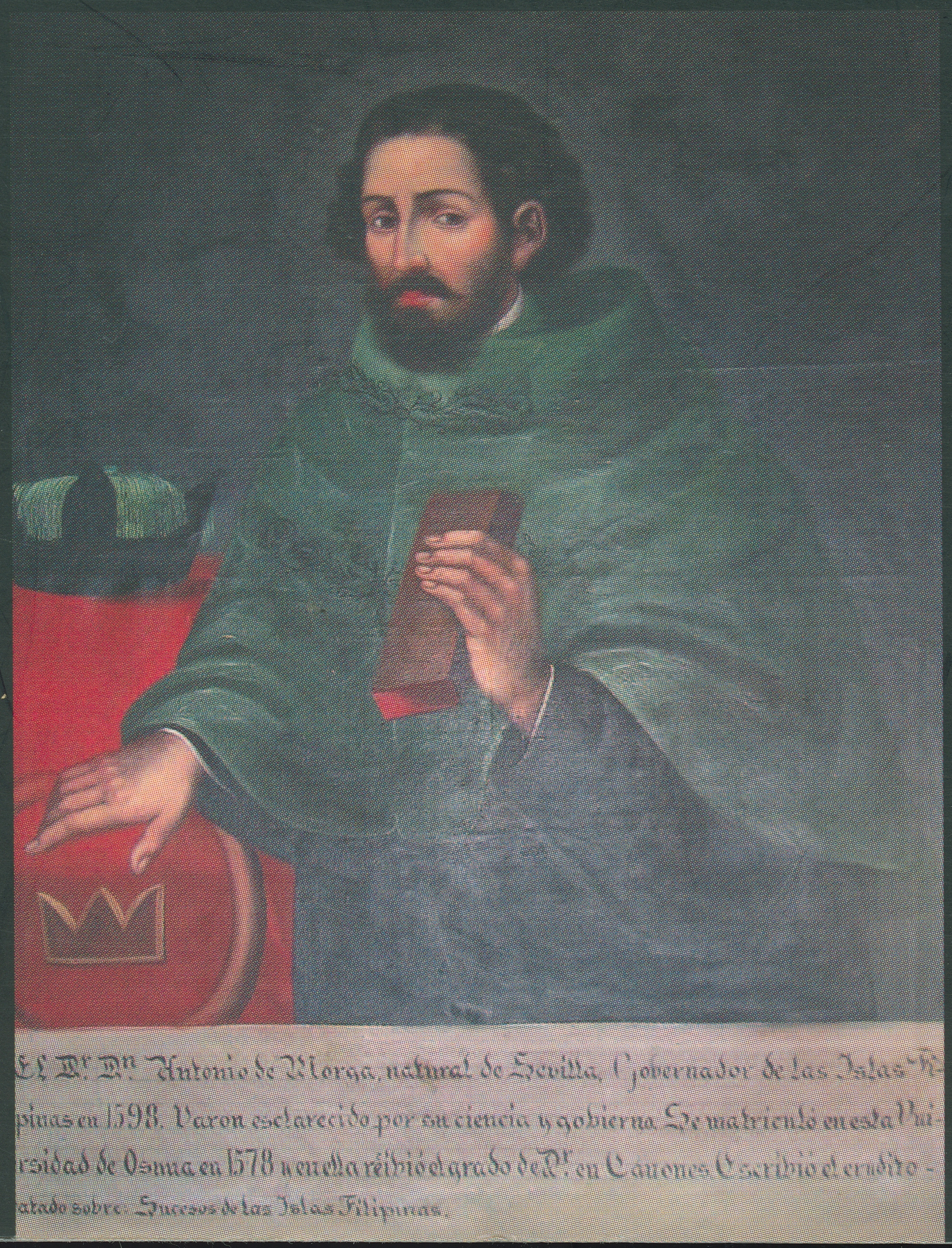
Presidente Antonio de Morga Sánchez Garay

Esta conexión cultural que existía entre España y América se daba dentro de un imperio que para este siglo ya había logrado su esplendor con Felipe II, y más bien estaba llegando a los últimos años de su hegemonía hasta el Tratado de Westfalia. El movimiento de personas, cosas e ideas cambió por completo la vida de este territorio. Ahora las ideas se desarrollaban en dos idiomas que eran hablados a lo largo de todo el territorio: el latín y el castellano. Con esto se empezaron a conectar con personas que vivieron en lugares bastante alejados. Vicisitudes durante el imperio hicieron que el siglo pasado, en 1543 y 1553 encallen barcos con cimarrones en Esmeraldas y se instaure una cofradía, cambiando por completo la cultura del norte de la región costa. Además, la reunificación en la península ibérica entre Portugal y España en los años 1580 hasta 1640 hizo que los judíos expulsados, salgan por Portugal para llegar a América huyendo de la inquisición. Por esta razón en la región sur de la Real Audiencia, cerca de las provincias actuales de Bolívar, Cuenca y Loja se asentaron judíos sefarditas que con el tiempo se irían asimilando culturalmente. El hecho de que la inquisición esté instaurada en la ciudad de los Reyes, Lima, hacía que la Real Audiencia de Quito sea un lugar donde poder huir hacia territorios de segundo orden pero al mismo tiempo más libres. Estos ejemplos son una muestra de la vida conectada que existía en el imperio español y también se vio reflejado en los cargos públicos. Las dos personas más relevantes de este tiempo fueron Lope Díez de Aux y Armendáriz, y Antonio de Morga Sánchez Garay.
El primero sería el caso del primer criollo que fue designado como Virrey, es decir vicario del Rey, en Nueva España. Nacido en la Real Audiencia de Quito, mientras su padre fue Presidente. Tuvo una vida muy activa dentro del imperio. Fue virrey desde el 17 de septiembre de 1635 hasta el 28 de agosto de 1640, cuando sería destituido por Juan de Palafox y Mendoza. Por su trabajo, sería reconocido por el entonces rey Felipe III quien le otorgaría el título de Marqués de Cadreita. Al formar parte de un imperio ultramarino se preocupó por el recurrente problema de la piratería por lo que crearía una base en el Puerto de Veracruz que se convertiría más tarde en la Armada de Barlovento. Por otro lado, Antonio de Morga tendría una vida volcada hacia el mar. Fue uno de los que participaron en la fundación de las Filipinas y sería también uno de sus principales cronistas. Estas islas tendrían un papel decisivo en la historia de la monarquía española puesto que ayudarían a completar la tan importante ruta comercial: Filipinas-Acapulco-Veracruz-Cádiz-Sevilla.  Salió con suerte con vida de esa aventura y regresando a Nueva España sería concedido como premio la Presidencia de la Real Audiencia de Quito, que ejercería años después de que el padre de Lope Díez Armendáriz, lo haga. Fue uno de los Presidentes que más tiempo estuvo en el cargo y dominó la política por veinte años. Después de su vida en Filipinas, tuvo en Quito una actitud mucho más relajada, arbitraria y a veces irresponsable con el dinero. Por esta razón fue auditado por Juan de Mañozca y Zamora. Siglos más tarde, su libro "Sucesos de las Islas Filipinas" sería el blanco de críticas del ahora héroe nacional de ese país José Rizal, quien consideraba una de las principales crónicas que dio forma a la identidad colonial de ese país y debía ser rebatido.

### Los Cuchillos Pontificio y Regio

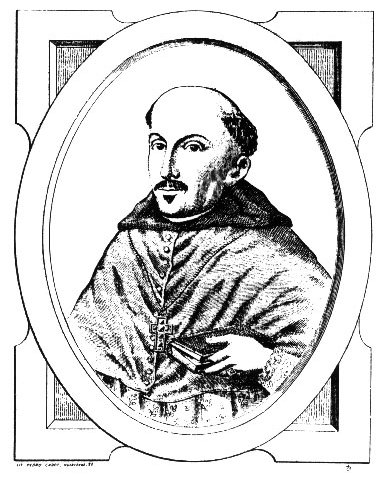
Gaspar de Villarroel, Arzobispo de Santiago y de Charcas

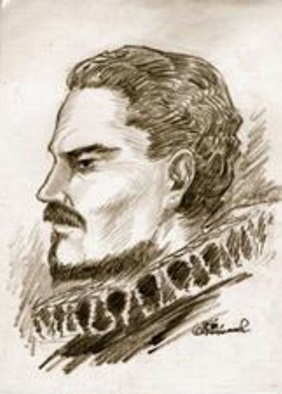
Lope Antonio de Munive, Presidente de la Real Audiencia de Quito

La sociedad estaba organizada por el poder político encarnado en la figura del Rey en la península y el vicario del Rey en América; y por otro lado por el Papa quien sería el vicario de Cristo en la tierra. Estas dos instituciones forjaron la vida durante este siglo cumpliendo funciones complementarias aunque muchas veces teniendo una relación complicada. Sobre esto escribió el agustino, Fray Gaspar de Villarroel su libro titulado "Gobierno Eclesiástico Pacifico" que sería publicado en 1656. El subtítulo dice, sobre la "Unión de los dos Cuchillos Pontificio y Regio". Muchas veces estos cuchillos no solo se encontraban separados sino también enfrentados. Haciendo la clásica distinción entre principio y circunstancia, que sería desarrollada en extremo por los jesuitas (denominada probabilismo), empezó a analizar Villarroel una serie de situaciones en las que se debía aplicar los principios con sutileza. No se quedaba conforme con el principio abstracto del sol del estado y la luna del papado, sino que bajaba a la circunstancia para aplicar los principios en el detalle de cada caso específico. Es un ensayo que muestra la gran experiencia que tuvo como Arzobispo de Santiago y de Charcas. Su obra fue rescatada y estudiada en el siglo XX por Gonzalo Zaldumbide, y su nombre devuelto al canon de los grandes escritores puesto que su prosa inicia todo en Ecuador, al ser un libro que se escribió de manera voluntaria y por fuera de una institución (a diferencia de los cursos teológicos y filosóficos).
Si así fue el ejemplo de la iglesia, en el extremo opuesto se encuentra el rey. Y aquí es importante el presidente de la Real Audiencia Lope Antonio de Munive quien fugiría su cargo entre los años 1678 al 1689. Fue después de Antonio de Morga el Presidente que más tiempo estuvo en el poder durante este siglo. Su carrera culminó en Quito puesto que antes había sido Consejero del Rey, oidor en la Real Audiencia de Lima y gobernador de las Minas de Huancavelica. Su labor en Quito fue cuestionada por González Suárez en la Historia General del Ecuador. Sufrió la invasión de Guayaquil en los años 1684 y 1687. Además se crearía también la universidad de Santo Tomás. Fue un tiempo difícil y en opinión del historiador, "gobernó una década sin más ley que su propia voluntad, ni otro norte que el de enriquecerse". Y pues sería así un patrón que se repetiría muchas veces en la historia de este periodo puesto que muchos representantes del poder político serían cuestionables y ambiciosos, mientras que por el lado de la iglesia existirían muchos mártires destacados.

### Las misiones y el Amazonas
Varias misiones se desarrollaron en la Real Audiencia de Quito, después de la consolidación de la evangelización en los Andes. La mayoría de ellas fue dirigida a la Amazonía, con el fin de crear reducciones y tomar control sobre el territorio. Hubo una, sin embargo que concentró la mayor cantidad de recursos: las Misiones católicas en la Comandancia General de Maynas. Estas misiones fueron importantes dentro de la historia de Ecuador y afectaron el futuro de ese país durante muchos años ya que son la clave del conflicto limítrofe que existió con Perú desde las independencias de esos países. Terminaría cerca de doscientos años después con la firma de la paz en 1998. El antescedente de estas misiones fue el descubrimiento del Amazonas por Francisco de Orellana partiendo desde Quito. Sin embargo se debía un tomar el control de esa tierra ya que por el lado de Portugal, en la segunda mitad del siglo XVII, empezarían los bendeirantes a desplegarse con el fin de lograr expandir el control portugués hacia el oeste. Por esta razón tuvo un objetivo similar a las misiones jesuíticas de los Guaraníes, de la Pampa en Argentina, en Bolivia o en la Baja California. Aunque por las características territoriales y demográficas, el éxito no fue el que se tuvo en Paraguay por ejemplo, estas misiones si dejaron una huella importante en la historia de Ecuador y fueron un acontecimiento permanente durante este siglo.

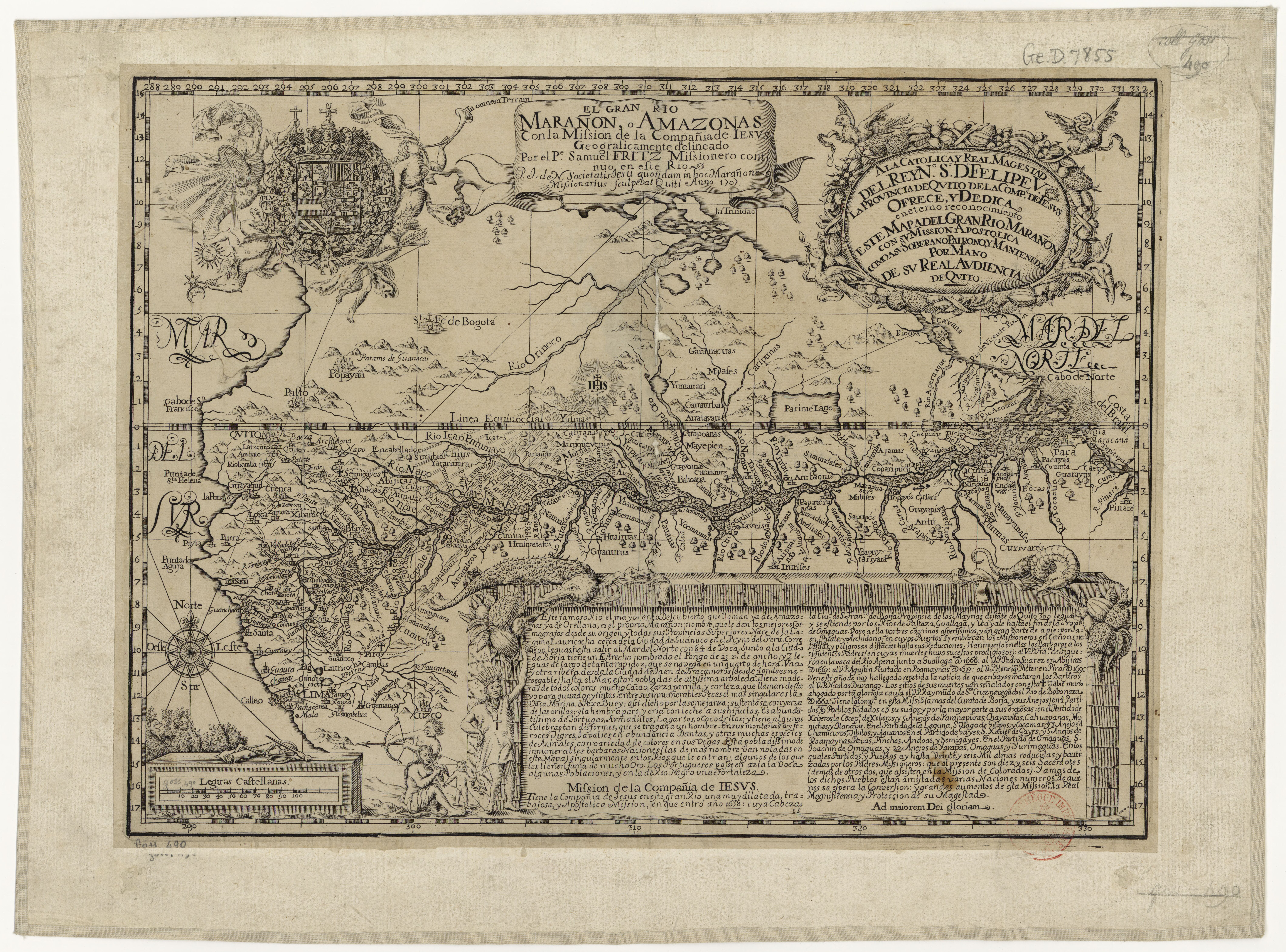
Mapa del Marañón, por Samuel Fritz

Probablemente la persona más importante que quedó a la historia de las misiones de Maynas fue el padre Samuel Fritz. Jesuita que formó parte de las exploraciones del Río Amazonas, llegó a Quito en 1685 y un año después marchó hacia la tierra de los indios Omaguas. Ahí fundó 38 pueblos, entre las que se encuentra Nuestra Señora de las Nieves de Yurimaguas. Se le pidió que realice un mapa de toda la región, algo que lo cumplió excediendo las expectativas, puesto que es de su autoría el primer mapa de la totalidad del Río Amazonas y sus afluentes. Sus expediciones fueron realizadas en la parte final del siglo XVII y su mapa fue publicado en 1707.

## La Real Audiencia de Quito durante el Siglo de Oro

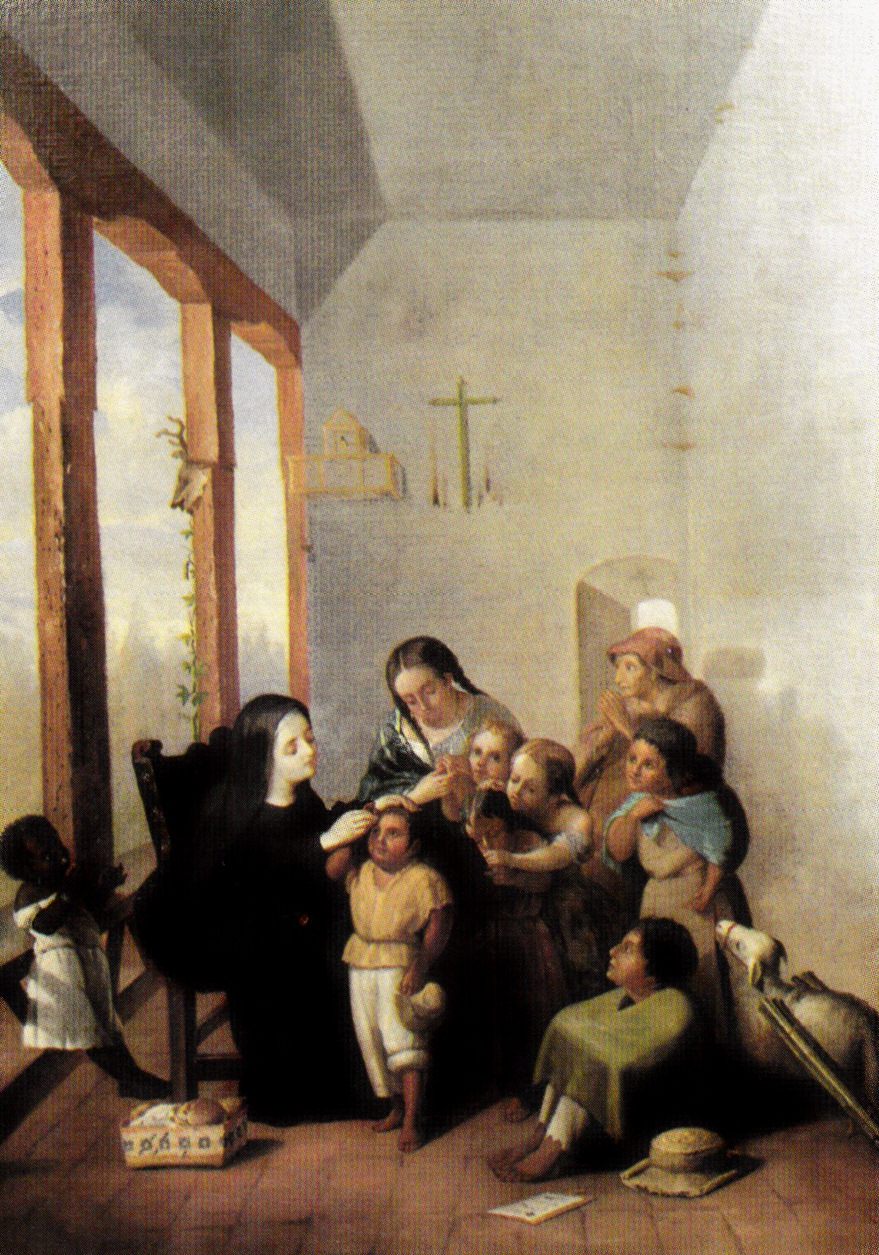
Santa Mariana catequista por Joaquín Pinto

Si durante el Siglo de Oro en la península destacaron obras cumbres en la literatura, teatro, música y filosofía, en cambio en la Real Audiencia de Quito se ven nacer más bien las primeras expresiones, y con una temática más bien religiosa. Esto respondía al plan que tenía la monarquía en las Indias: expandir su cultura a través de la religión. Era pues normal que a pesar de que existan ejemplos de literatura o prosa secular, la gran mayoría era católica. Fue un gran siglo para el ascetismo y en esa atmósfera vivió Santa Mariana de Jesús Paredes, la primera persona en ser canonizada en ese país. De alguna manera ella encarna el espíritu de la época: devoción religiosa, antepasados peninsulares, deseo de unirse a las misiones en la Amazonía, cercanía con la Compañía de Jesús y con un pintor de la Escuela Quiteña, Hernando de la Cruz.
Por otro lado, al ser la Real Audiencia de Quito una jurisdicción de segundo orden, por detrás del Virreinato del Perú y el Virreinato de Nueva España, su desarrollo tardó un poco más en llegar. Comparando cronológicamente: durante la primera mitad de este siglo, cuando aún no existen grandes publicaciones en Quito, Lope ya escribía "Fuente Ovejuna" en 1619, Quevedo "El Buscón" en 1626 o Calderón "La vida es sueño" en 1636. Tendría que llegar el año 1655 para que, por ejemplo, Pedro de Mercado publique su libro de devoción espiritual "Destrucción del ídolo ¿Qué dirán?". Al año siguiente, en 1656, Gaspar de Villarroel escribiría "Gobierno Eclesiástico Pacífico", mientras que Miguel de Santiago pintaría el "Cristo de la Agonía". En 1662, ya de manera tardía, se publicaba en Lima el "Apologético en favor de Góngora" por Espinosa Medrano. Y tendría que pasar la siguiente década para que en 1675 Jacinto de Evia edite el Ramillete con las poesías de Bastidas, año en el que Sor Juana escribía "La segunda Celestina". Esto muestra que mientras  las capitales de los virreinatos ya contaban autores como Juan de Espinosa Medrano, Sor Juana Inés de la Cruz o Carlos Siguenza y Góngora, en Quito se verían autores así de destacados, en temas seculares, desde el siguiente siglo. Corresponde pues a este periodo, la formación de una cultura en un territorio que originalmente se encontraba habitado por señoríos étnicos. Es decir que no existía un grupo hegemónico que ejerza control sobre el resto y que después de sufrir dos conquistas, del Incario y de la Monarquía Española, empezaría a desarrollar una cultura mucho más unificada a partir de la evangelización, con todas las limitaciones y exclusiones sociales que existieron durante esta época.

## Listado de obras

### Historia
- Sucesos de las Islas Filipinas por Antonio de Morga
- Historia de la Provincia del Nuevo Reino y Quito de la Compañía de Jesús por Pedro de Mercado
- De los matrimonios entre estas naciones que contiene el Gran Para o Marañón (monografía) por Pedro de Mercado
- Las fiestas de estos indios antiguamente consistían en beber (monografía) por Pedro de Mercado
- Historias Sagradas y Eclesiásticas Morales por Gaspar de Villarroel

### Naturalismo y cosmografía
- De algunos peces que hay en las aguas de los ríos que cruzan por estas tierras (monografía) por Pedro de Mercado
- De los animalejos que pueblan el aire y molestan a los que habitan en estas tierra (monografía) por Pedro de Mercado
- Mapa del Marañón por Samuel Fritz

### Literatura ascética
- Sobre la vida espiritual y su perfección por Diego Álvarez de Paz
- Sobre el exterminio del mal y la promoción del bien por Diego Álvarez de Paz
- Sobre la búsqueda de la paz o el estudio de la oración por Diego Álvarez de Paz
- Destrucción del ídolo ¿Qué dirán? por Pedro de Mercado
- El cristiano virtuoso por Pedro de Mercado
- Recetas de espíritu para enfermos de cuerpo por Pedro de Mercado

### Literatura y ensayos
- Gobierno Eclesiástico Pacífico por Gaspar de Villarroel
- Ramillete de varias flores poéticas por Antonio de Bastidas y Jacinto de Evia

### Teología y filosofía
- Cuestiones quodlibéticas escolásticas y positivas por Gaspar de Villarroel
- Tratado de Teología por Alonso de Peñafiel
- Curso de Artes (tres tomos) por Alonso de Peñafiel
- Disputaciones teológicas por Leonardo de Peñafiel
- Disputaciones escolásticas y morales por Leonardo de Peñafiel
- Tratado sobre la Encarnación por Leonardo de Peñafiel

### Pintura y escultura
- Cristo de la Agonía por Miguel de Santiago
- La Inmaculada Concepción por Miguel de Santiago
- El Infierno por Hernando de la Cruz
- El Purgatorio por Hernando de la Cruz
- Los Profetas por Goribar
- Los Reyes de Judá por Goribar
- La Virgen del Pilar por Goribar
- Virgen de las Mercedes Isabel de Santiago
- Arcángel Gabriel Isabel de Santiago
- San Lucas Evangelista por el Padre Carlos
- El Cristo de la Sacristía de San Francisco por Pampite
- El Calvario del Carmen Antiguo por Pampite
- El Cristo de la Misericordia por Pampite

### Música
- Vamos todos a Ver por Joseph Hortuño
- Al Sol de la Tierra y Cielo por Gonzalo Pillajo
- Al Rey más imnenso al Dios más humano por Gonzalo Pillajo
- Oiganme cantar unas glosas por Manuel Blasco
- La chacona me piden vaya por Manuel Blasco
- A ofrecer zagalejos por Manuel Blasco
- De uno en uno por Manuel Blasco